# The Hold Steady
The Hold Steady ist eine US-amerikanische Indie-Rockband aus New York. 

## Bandgeschichte
Nachdem sich seine Band Lifter Puller 2000 in Minneapolis aufgelöst hatte, zog es den Sänger und Gitarristen Craig Finn nach New York, wo er zwei Jahre später zusammen mit Ex-Bandkollege Tad Kubler sowie Schlagzeuger Judd Counsell und Bassist Galen Polivka, alles erfahrene Musiker in den Mittdreißigern, The Hold Steady gründete. Ein Jahr später erschien ihr Debütalbum Almost Killed Me. Das Album wurde von den Kritikern positiv aufgenommen, war aber kein großer kommerzieller Erfolg. Dasselbe galt auch für Album Nummer zwei Separation Sunday.
Es folgten einige Umbesetzungen, nach denen schließlich Bobby Drake den Posten des Schlagzeugers übernahm und Franz Nicolay als Keyboarder dazukam. Außerdem wechselte die Band das Label und unterschrieb bei Vagrant Records. Ihr drittes Album in drei Jahren, Boys and Girls in America, brachte dann erste vorzeigbare Erfolge. Es war ein Top-5-Hit in den Heatseekers-Charts und konnte sich sogar zwei Wochen in den offiziellen Billboard-200-Albumcharts der USA platzieren.
Mit dem Album Stay Positive unternahm The Hold Steady dann den Schritt nach Europa. Es erschien am 14. bzw. 15. Juli 2008 in Großbritannien und den USA, und während es in ihrer Heimat ähnlich erfolgreich wie der Vorgänger war, konnten sie in den UK-Charts auf Anhieb auf Platz 15 einsteigen.
Am 23. Januar 2010 gab die Band auf ihrer Homepage bekannt, dass ihr Keyboarder Franz Nicolay die Band verlassen hat.

## Diskografie

### Alben
- Almost Killed Me (2004)
- Separation Sunday (2005)
- Boys and Girls in America (2006)
- Stay Positive (2008)
- A Positive Rage (2009)
- Heaven Is Whenever (2010)
- Teeth Dreams (2014)
- Thrashing Thru the Passion (2019)

### EPs
- The Virgin Digital Sessions (2005)
- Live at Lollapalooza 2006: The Hold Steady (2006)
- Stuck Between Stations (2007)
- Live at Fingerprints (2007)

### Singles
- Milkcrate Mosh / Hey Hey What Can I Do (2004)
- Chips Ahoy (2006)
- Stuck Between Stations (2006)
- Sequestered In Memphis (2008)
- Stay Positive (2009)
- Hurricane J (2010)

### Sonstiges
- Für die 3. Staffel der Fernsehserie Game of Thrones nahm die Band 2013 eine Version des Lieds The Bear and the Maiden Fair[2] auf.[3]